# NGC 6716
NGC 6716 је расејано звездано јато у сазвежђу Стрелац које се налази на NGC листи објеката дубоког неба.
Деклинација објекта је - 19° 54' 30" а ректасцензија 18h 54m 34,0s. Привидна величина (магнитуда) објекта NGC 6716 износи 7,5. NGC 6716 је још познат и под ознакама OCL 46, ESO 592-SC5.